# Molothrus aeneus
Molothrus aeneus là một loài chim trong họ Icteridae.